# 黃棟
黃棟（15世紀—16世紀），字大任，號冷泉，河南彰德府湯陰縣人，明朝政治人物。

## 生平
黃棟為人正直，嚴於自律，七歲時喪父，侍奉母親孝順，嘉靖元年（1618年）中河南鄉試舉人，授陽曲教諭，訓士有方，陞夏縣知縣，當時邊境有警報，他就增修城牆固守，縣郭向遭仇家誣陷殺人，多年無法判決，他一審訊就證實其清白，四年內始終恭謹自持，擢為太原通判，督兵防禦朔州，調度有法、軍紀肅然。
之後黃棟改任山東兗州府同知專理司法，其時運河淤塞，他在二年內濬通，不為權勢阻撓，上貢蘆葦獲得德金錢就拿來賑災；陞陝西平涼府知府，均分韓藩祿糧給貧弱宗室，杜絕請託讓豪強宗室一無所利，因剛直而遭罷官，離任時送行者絡繹不絕，行李蕭然，只有圖書數卷，七十六歲去世，入祀鄉賢祠。

## 引用
1. 1 2  乾隆《湯陰縣志·卷七·人物》：黃棟，字大任，剛直廉峭壁，嚴於自律，七歲喪父，事母以孝聞，舉嘉靖壬午鄉試，初署陽曲諭，訓士有矩，陞夏縣令，時有邊警，增築城壘為固守計，民賴以安；邑民郭向以人命仇為所誣，累年不決，一訊即雪其冤，田基六輩大猾也，以至誠諭之，悉化為善。陞太原通判，督兵防禦代郡，調度有法、軍紀肅然，陞兗州府同知專理臬務，時運道淤塞，濬通二載不為勢權所撓，遂成永績；兗故多蘆葦，每歲貢得若干金悉以賑，所至祲不為災，擢平涼守，時韓藩祿糧為豪宗強貿，貧弱罕沾實惠，乃以時躬自給散、杜絕請託，豪宗一無所利。卒以戇直罷官，歸之日送者絡繹于道，行李蕭然，惟圖書數卷，眾嗟嘆之，歷宦三十餘年，家居一如寒士，卒年七十有六，祀鄉賢，號冷泉。
2. ↑  光緒《夏縣志·卷六·官師志》：黃棟，湯陰縣舉人，嘉靖十七年知夏縣，性恭謹以廉自飭，任四年始終一節，擢平涼府，廉明為天下第一。